# Оппург
Оппург (нім. Oppurg) — громада в Німеччині, розташована в землі Тюрингія. Входить до складу району Заале-Орла. Центр об'єднання громад Оппург.
Площа — 15,76 км2. Населення становить 1142 ос. (станом на 31 грудня 2021).